# Laura Ashley
Laura Ashley (pigenavn: Laura Mountney) (7. september 1925 – 17. september 1985) var en walisisk designer. Hun startede i 1953 med at producere hovedtørklæder i Audrey Hepburn-stil (kendt fra filmen Prinsessen holder fridag, 1953). I 1968 åbnede hun og hendes mand, Bernard Albert Ashley, egen butik i London.
Succesen var så stor, at de i 1974 åbnede butikker i Paris og San Francisco, og i løbet af 1970'erne voksede Laura Ashley sig til en verdensomspændende succes; i 1979 udvidede firmaet med en linje af boligtekstiler.
I 1991 overgik firmaets ledelse til amerikaneren Dr. Jim Maxim, der sammen med sin kone, Shoshana Zuboff, effektiviserede dets arbejdsgange og udvidede til omtrent 500 butikker på verdensplan. I 1990'ernes slutning oplevede Laura Ashley, efter 40 år i branchen, en krise, der delvist blev afhjulpet med skabelsen af en børne- og en møbellinje. I 1998 fik MUI Asia Limited aktiemajoriteten over Laura Ashley, og i 2006 tegnes firmaets profil primært af bolig- og møbellinjen.